# McClusky (Dakota del Norte)
McClusky es una ciudad ubicada en el condado de Sheridan en el estado estadounidense de Dakota del Norte. En el censo de 2010 tenía una población de 380 habitantes y una densidad poblacional de 379,12 personas por km².

## Geografía
McClusky se encuentra ubicada en las coordenadas 47°29′3″N 100°26′34″O / 47.48417, -100.44278. Según la Oficina del Censo de los Estados Unidos, McClusky tiene una superficie total de 1 km², de la cual 1 km² corresponden a tierra firme y (0%) 0 km² es agua.

## Demografía
Según el censo de 2010, había 380 personas residiendo en McClusky. La densidad de población era de 379,12 hab./km². De los 380 habitantes, McClusky estaba compuesto por el 91.84% blancos, el 0.53% eran afroamericanos, el 2.89% eran amerindios, el 0% eran asiáticos, el 0.53% eran isleños del Pacífico, el 1.32% eran de otras razas y el 2.89% pertenecían a dos o más razas. Del total de la población el 2.11% eran hispanos o latinos de cualquier raza.